# NGC 5266
NGC 5266 (również PGC 48593) – galaktyka eliptyczna (E-S0), znajdująca się w gwiazdozbiorze Centaura. Odkrył ją John Herschel 1 lipca 1834 roku.